# Iglan
Iglan (lat. Tetrapturus belone)  riba  je iz porodice Istiophoridae. Ovo je jedina riba iz ove porodice koja je do sada pronađena u Jadranu iako je za još 5 vrsta vrsta poznato da žive u Mediteranu. Ima veliku, dugačku peraju, koja se proteže preko cijelih leđa; vitko, izduljeno tijelo i čeljust izduženu u kljun, odnosno iglu, koja je nešto kraća nego kod igluna (sabljarke). Smeđe-modre je boje odozgo, a s trbušne strane je bijel. Najveći ulovljeni primjerak je imao 240 cm i težio je 70 kg. Pelagijska je riba, živi bliže površini, na dubinama do 200 m, a najčešće živi u paru, progoneći jata sitnije ribe. Cijenjena je riba za sportski ribolov, a također, cijenjena je i za prehranu.

## Napomena
Ribolov na iglana je reguliran zakonom i dozvoljen je samo uz posebnu dnevnu dozvolu.

## Rasprostranjenost
Ova vrsta živi isključivo u Mediteranu, odnosno, u nekim dijelovima Mediterana. Najčešće je se hvata oko obala Italije, uključujući Jadran, a nije zabilježena istočno od Jonskog mora.

## Poveznice
|  | Zajednički poslužitelj ima još gradiva o temi Iglan |
|  | Wikivrste imaju podatke o taksonu Iglan             |